# Villa María Challenger 2024
Il Villa María Challenger 2024 è stato un torneo maschile di tennis professionistico. È stata la 2ª edizione del torneo, facente parte della categoria Challenger 100 nell'ambito dell'ATP Challenger Tour 2024, con un montepremi di 134 000 $. Si è giocato dal 7 al 13 ottobre 2024 sui campi in terra rossa dello Sport Social Club di Villa María, in Argentina.

## Partecipanti

### Teste di serie
| Nazionalità | Giocatore               | Ranking* | Testa di serie |
| ----------- | ----------------------- | -------- | -------------- |
| Argentina   | Federico Coria          | 94       | 1              |
| Argentina   | Francisco Comesaña      | 104      | 2              |
| Bolivia     | Hugo Dellien            | 108      | 3              |
| Argentina   | Camilo Ugo Carabelli    | 112      | 4              |
| Paesi Bassi | Jesper de Jong          | 118      | 5              |
| Argentina   | Román Andrés Burruchaga | 130      | 6              |
| Argentina   | Juan Manuel Cerúndolo   | 154      | 7              |
| Argentina   | Federico Agustín Gómez  | 160      | 8              |

* Ranking al 30 settembre 2024.

### Altri partecipanti
I seguenti giocatori hanno ricevuto una wild card per il tabellone principale:
- Luciano Emanuel Ambrogi
- Juan Ignacio Londero
- Juan Bautista Torres

I seguenti giocatori sono entrati in tabellone come alternate:
- Renzo Olivo
- Pedro Sakamoto

I seguenti giocatori sono passati dalle qualificazioni:
- Mateus Alves
- Nicolás Kicker
- Genaro Alberto Olivieri
- Matheus Pucinelli de Almeida
- Gonzalo Villanueva
- Lautaro Midón

## Punti e montepremi
| Torneo    | Torneo              | V      | F      | SF    | QF    | 2T    | 1T    | Q | Q2  | Q1  |
| Singolare | Punti               | 100    | 50     | 25    | 14    | 7     | 0     | 4 | 2   | 0   |
| Singolare | Premi in denaro ($) | 17 650 | 10 380 | 6 140 | 3 570 | 2 105 | 1 270 | – | 635 | 320 |
| Doppio    | Punti               | 100    | 50     | 25    | 14    | –     | 0     | – | –   | –   |
| Doppio    | Premi in denaro ($) | 7 590  | 4 400  | 2 645 | 1 570 | –     | 880   | – | –   | –   |

## Campioni

### Singolare
Camilo Ugo Carabelli ha sconfitto in finale  Jesper de Jong con il punteggio di 7–6(3), 3–6, 6–4.

### Doppio
Orlando Luz /  Marcelo Zormann hanno sconfitto in finale  Boris Arias /  Federico Zeballos con il punteggio di 0–6, 6–3, [10–4].